# Querelle des Inversions
La querelle des Inversions est un débat intellectuel des XVIIe et XVIIIe siècles portant sur la supériorité de la langue française sur la langue latine qui s'articule autour de l'idée que le latin, a contrario du français, inverserait l’ordre des mots d’une phrase, relativement à un prétendu ordre naturel de ceux-ci, lié à l’élaboration et à l’expression de la pensée. Dit autrement, l'ordre des mots en français correspondrait mieux au cheminement de la conception des idées.

## Contexte
Les débats sur la supériorité ou l'efficacité des langues sont aussi anciens que les réflexions sur leurs natures et leurs origines. La supériorité du français sur le latin en particulier est déjà très défendue au cours du XVIe siècle, tant sur le plan littéraire que sur le plan politique.
Au XVIIe siècle, à une époque où le français tend à s'imposer sur le latin — qui avait dominé la Renaissance — et vise à l'universalité, une partie des débats se fixe en particulier sur l'ordre des mots dans la phrase, assez libre en latin et plus strict en français, au regard de leur efficacité et de leur adéquation au fonctionnement de la pensée.
Les arguments restent subjectifs ou idéologiques et les débats très théoriques, mais surtout amorcent la querelle, plus générale, des Anciens et des Modernes. Au reste, les échanges intéressent surtout par leurs débordements sur les terrains de la philosophie, de la philosophie du langage, de l'esthétique et de la traductologie.

## Débat de Louis Le Laboureur avec Charles Dupérier (juillet 1667)
Il semble que ce soit Louis Le Laboureur qui soit le premier à avancer l'argument de l'ordre grammatical pour opposer le français au latin, en juillet 1667. Dans ses Avantages de la langue françoise sur la langue latine, il rapporte son débat avec Charles Dupérier qui défend la grandeur du latin. Le Laboureur lui oppose une argumentation méthodique au terme de laquelle il conclut que la supériorité du français tient à l'ordre de ses mots.
Le Laboureur explique d'abord que, pour comparer les deux langues, la quantité de mots nécessaires pour exprimer une idée ne compte pas moins que leur ménage, c'est-à-dire leur organisation.

« quand ils [les Latins] auraient moyen de dire plus de choses que nous en moins de paroles, nous pouvons par le bon ménage que nous savons faire des nôtres nous exprimer avec autant de force & de brièveté qu'eux : et je dirais aussi avec moins d'obscurité (…) »

— Avantages de la langue française sur la langue latine, 1667, p. 12.
Le débat se porte ensuite sur la versification qui, dans chaque langue, force peu ou prou l'ordre des mots dans la phrase ; en français, la poésie est basée sur la rime, tandis qu'en latin elle se base plutôt sur la cadence. Mais, dit Le Laboureur, la rime est aussi naturelle à la poésie française que la cadence n'est indissociable de la poésie latine.

« Je [Le Laboureur] dis que ce qui lui semblait si puéril dans la rime était ce que j'appelais naturel (…) la Nature (…) a le goût plus fin que vous ne pensez ; qu'elle se [s'y] connait au Latin & au Français, & qu'elle fait ce qui convient à l'un[e] & à l'autre. Elle donna les longues & les brèves aux Latins pour faire leurs vers ; & elle nous a donné depuis la rime pour faire les nôtres (…) & que la bonne Dame nous a réservé la rime comme quelque chose de plus délicieux que la mesure des Latins. »

— id., p. 18.
Le Laboureur en appelle à la Nature : la méthode de versification est naturellement liée à la langue et, la rime est, en tous cas, mieux adaptée à la poésie française que la cadence des latins. À cette étape, il renvoie les deux poésies dos à dos.
Pour contrer Périer qui considère la rime comme ennuyeuse, Le Laboureur fait cette fois appel à la Raison.

« La rime n'est point ennuyeuse, surtout quand elle est aisée & juste, c'est-à-dire quand le vers tombe sur elle doucement & sans violence ; & quand avec la rime on trouve aussi par tout la raison. »

— id., p. 19.
Vient alors l'évocation de la supériorité de la versification française : sa sonorité, explique Le Laboureur est meilleure.

« On vous ferait bien voir que la contrainte est toute autre chez les Latins que chez les Français; & que ces premiers pour attraper leur mesure sont souvent obligés de syncoper leurs mots, & de parler par hoquets, ce que l'on ne voit point en France où l'on ne pardonne pas la moindre licence dans les vers (…) on vous montrerait encore combien les élision qui se trouvent dans les vers Latins blessent davantage l'oreille & ont un plus mauvais son que celles qui se rencontrent dans les vers Français. »

— id., p. 19-20.
Et tout cela tient finalement au fait que la langue française « tient plus de l'esprit, & dépend moins des organes du corps que toute autre » (p. 22) et que les mots « tiennent entr'eux l'ordre que la raison leur donne » (p. 23).

« la [langue française] est plus juste & plus naturelle à l'esprit, & plus conforme au bon sens que n'est [le latin] (…) chez nous les mots s'arrangent dans la bouche de celui qui parle, & dans l'oreille de celui qui écoute, selon que les choses pour être bien dirigées se doivent arranger dans l'entendement de l'un de l'autre. En effet, on n'en saurait dire autant du Latin (…) où ce qui doit être au commencement se trouve à la fin ; & où l'ordre des paroles confondrait aussi bien souvent l'ordre des choses si l'on n'y prenait garde, & si un long usage n'y accoutumait notre esprit. »

— id., p. 23.
Au reste, au moment où il rédige ce mémoire, Le Laboureur est probablement occupé à lire le Discours physique de la parole, paru quelques mois plus tôt, en mai 1668. C'est là qu'il va prendre le matériau pour développer l'idée du rapport entre l'organisation de la phrase et de la pensée : « Que l'on demande à Monsieur de Cordemoy ce qu'il lui semble de la phrase latine & de la française, il répondra que la dernière est plus juste & plus naturelle à l'esprit, & plus conforme au bon sens que n'est l'autre » (p. 23). Sur cette base, il compare un extrait de l’Énéïde de Virgile avec l'ordre dans lequel les mots doivent en être pris pour être traduits en français, et conclut : « On ne saurait nier que l’inversion qui se trouve dans ce vers ne soit un peu violente, & qu'elle ne mette le trouble aussi bien dans le sens que dans les paroles » (p. 23). « Notre Langue n'a pas seulement l'avantage de dire les chofes par ordre, & comme on les conçoit ; mais il n'y en a point encore qui soit plus civile qu'elle, ni qui soit aussi plus tendre & plus affectueuse » (p. 27).

## Échanges entre Le Laboureur et Sluse (1668-1669)
Samuel Sorbière réédite les Avantages de Le Laboureur en 1669 et l'accompagne de réponses successives de René-François de Sluse, défenseur de la supériorité du latin, et de deux autres mémoires de Le Laboureur, pour composer un ouvrage dialectique. On observe que le débat ne fut pas direct entre les deux hommes qui ne s'échangèrent leurs arguments que par l'intermédiaire de Sorbière.

### Lettres de Sluse (novembre 1668)
Dans le cadre de cet article, les deux lettres de Sluse peuvent être considérées ensemble car leur auteur n'a pas reçu d'élément nouveau de Le Laboureur dans l'intervalle.
Dans sa lettre du 6 novembre 1668, il défend la supériorité du latin sans aborder directement la question de l'inversion. Il conteste plus la forme que le fond de l'argumentation de Le Laboureur, mais se perd à son tour dans les arguments subjectif ou d'autorité et les exemples ; là où celui-ci en appelle, par exemple à la Nature, Sluse répond que « bien souvent nous croyons que ce que l'usage nous a donné est né avec nous ; & la coutume contrefait si bien la nature, que l'on prend quelquefois l'une pour l'autre. ».
Au reste, il n'est pas dupe de la focalisation de l'argumentation sur le cas particulier de la poésie : « Mais Monsieur Le Laboureur passe à la Poésie, où il excelle, & il s'en fait un Fort qu'il nous oppose » (p. 91) et convoque à ce sujet la philosophie naturelle et la musique, sans entrer dans les détails : « si je voulais expliquer ici pourquoi la mesure des vers Latins ne produit pas le même effet ; & pourquoi ils l’emportent en cela sur les vers François, il ne me faudrait pas seulement entrer dans les mystères les plus cachés de la Philosophie naturelle ; mais pénétrer encore jusques dans les plus intimes secrets de la Musique, qui est une vaste mer où je ne veux point m'embarquer maintenant » (p. 108-109).
Il s'interroge ensuite sur l'argument à retenir pour juger de la supériorité d'une langue sur l'autre : « je voudrais bien savoir en quoi principalement l'Auteur de cette belle Dissertation établit l'excellence d'une Langue. Si c'est dans l'abondance ou dans la facilité ; s'il croit que la nécessité lui suffise ; s'il veut qu'elle soit grave ; s'il désire qu'elle soit propre à la Poésie préférablement à toutes choses ; ou s'il entend qu'elle ait tous ces avantages ensemble » (p. 102).
Dans sa seconde lettre, du 29 novembre 1668, Sluse oppose les versifications latine et française et confirme sa préférence au rythme de celle-là aux rimes de celle-ci, sur la base d'arguments qui restent subjectifs. Dans l'unique passage où il évoque l'ordre des mots, il renvoie les deux langues dos à dos : « J'avoue (…) que les poètes latins ont de la peine dans leur versification & que pour en venir à bout, ils sont contraints bien souvent de ranger leurs mots d'une façon extraordinaire : mais les rimes donnent-elles moins de peine à vos poètes [français] ? » (p. 277).

### Dissertation de Le Laboureur du 30 novembre 1668
Le Laboureur revient sur cette idée qu'il n'avait encore qu'évoquée : le français exprime les choses par ordre et comme on les conçoit. Sans doute a-t-il alors achevé sa lecture du Discours physique de la parole de Cordemoy, ce qui ne manque pas d'influencer positivement la qualité de son discours et de son argumentation.

« (…) les langues n'étant instituées des hommes que pour expliquer ce qu'ils pensent, celle qui énonce le plus promptement & le plus nettement leur conception, surpasse toutes les autres ? (…) La parole, témoin notre sage ami, Monsieur de Cordemoy, dans le curieux traité qu'il en a fait, n'est autre chose qu'un signe de la pensée. »

— id., p. 116-117.
La valeur d'une langue, poursuit-il, tient à la richesse de son vocabulaire (p. 119) mais aussi à l'ordre des mots (p. 120), et, quant à cet ordre, « je ne crois pas qu'il y en ait un meilleur que celui de la pensée même » (p. 121), car « si l'on change le cours naturel de la pensée par l'inversion des mots qui en sont les figures, cela cause un désordre qui produit un effet tout contraire à l'institution de la parole, en tant qu'il suspend & qu'il trouble même quelquefois l'intelligence du discours » (p. 149) ; « chaque mot (…) tient le rang que la pensée lui donne ; & sortant ainsi en bon ordre de la bouche de celui qui parle, il se vient placer juste de même dans l'esprit de celui qui écoute » (p. 151-152).

### Dissertation de Le Laboureur du 3 janvier 1669
Dans une lettre du 3 janvier 1669, Laboureur développe son argumentation. La date permet de penser qu'ici Le Laboureur a eu l'occasion de prendre connaissance des arguments de Sluse.
Le différend ici clairement ouvert : le mot "querelle" est employé, pour la première fois semble-t-il, même si Le Laboureur reproche à Sorbière de l'y avoir engagé malgré lui. Il estime par ailleurs, poliment, ne pas être le plus compétent, pour défendre la cause ; il renvoie à Gilles Ménage qui « a beaucoup plus d'intérêt que moi en la défense de nos Muses » et à « ces messieurs les beaux esprits qui sont payés pour de semblables ouvrages ».
Sur le fond, le débat se prolonge sur la question, spécifique, de la poésie. Il reproche à Sluse de confondre, comme ses exemples latins le permettent, la structure du vers (avec l'endormissante césure) et la rime (qui n'existe pas en latin).

### Regard de Bayle (1727)
Malgré leur dimension d'apparence anecdotique, ces échanges entre Sluse et Le Laboureur n'en laisseront pas moins de traces dans les esprits. Près de 50 ans plus tard, Pierre Bayle les commente encore.

« En latin il n'est rien de plus facile que de chatouiller l'oreille parce qu'on transpose les paroles comme l'on veut. M. Sluse chanoine de Liége et l'un des meilleurs mathématiciens de l'Europe n'a pas fait assez valoir cet avantage du latin dans les lettres qu'il a écrites contre M. Le Laboureur au sujet du livre que ce dernier avait composé des Avantages de la langue française, M. Sluse avait pourtant intérêt de relever la langue latine […]. »

— Œuvres diverses de Bayle, La Haye, 1727, tome II, p. 6.

## Jean Desmarets de Saint-Sorlin
À la suite des critiques formulées par Boileau à l'encontre de son poème Clovis ou la France chrétienne (1657), Jean Desmarets de Saint-Sorlin publia en 1670 un essai intitulé Comparaison de la langue et de la poésie française avec la grecque et la latine, dans lequel il concluait à la supériorité de la première, et qui donna le coup d'envoi de la querelle des Anciens et des Modernes, où il se montra un des plus acharnés contre les Anciens.
- Gilles Ménage, Les Observations de M. Ménage sur la Langue Françoise, Paris, Chez Claude Barbin 1672.
- François Charpentier, Deffense de la langue françoise, pour l’inscription de l’Arc de Triomphe dédiée au Roy, Paris, chez Claude Barbin, 1676.
- César-Pierre Richelet, Dictionnaire françois contenant generalement tous les mots Et plusieurs Remarques sur la Langue Françoise, le tout tiré de l’usage et des bons auteurs, Genève, chez David Ritter et Vincent Miège, 1693.
- Claude Buffier, Examen des préjugés vulgaires pour disposer l’esprit à juger sainement de tout, Paris, Mariette, 1714 (lire en ligne sur Gallica).
- Gabriel Girard, Les Vrais principes de la langue françoise, ou la Parole réduite en méthode, Paris, Le Breton, 1747 (lire en ligne sur Gallica).
- Charles Batteux, Lettres sur la phrase française comparée avec la phrase latine, à Monsieur l’abbé d’Olivet, 1748.

## Denis Diderot
En 1751, Denis Diderot publie sa Lettre sur les sourds et muets, « où l'on traite de l'origine des inversions ; (…) de quelques avantages de la langue française sur la plupart des langues anciennes & modernes, & par occasion de l'expression particulière aux beaux Arts ».

## N.-A. Pluche
- Noël-Antoine Pluche, La Mécanique des langues et l'art de les enseigner, Paris, Vve Estienne et fils, 1751.

## Pierre Chompré
- Pierre Chompré, Introduction à la langue latine par la voie de la traduction, 1751.

## D'Alembert
Jean Le Rond d'Alembert, Éclaircissement sur l'inversion, et à cette occasion sur ce qu'on appelle le génie des langues. In : Essai sur les éléments de philosophie, 1759.

« Les mots doivent être placés dans un tel ordre, qu’en finissant la phrase où l’on voudra, elle présente, autant qu’il est possible, un sens ou du moins une idée complète qui n’en suppose point nécessairement d’autre ; en sorte que les mots, à mesure qu’on les prononce, soient des modificatifs des mots qui les précèdent. »

— D’Alembert, Œuvres complètes, vol. I, Paris, Belin, p. 253.

## Nicolas Beauzée
Nicolas Beauzée est l'auteur du long article « Inversion » inséré dans le 8e volume de l’Encyclopédie, publié en 1765.